# Allouagne
Allouagne település Franciaországban, Pas-de-Calais megyében. Lakosainak száma 2837 fő (2022. január 1.). Allouagne Lillers, Lozinghem, Lapugnoy, Auchel, Burbure, Chocques és Gonnehem községekkel határos.

## Népesség
A település népességének változása:
| Lakosok száma | 2992 | 2953 | 2968 | 2925 | 2906 | 2890 | 2871 | 2852 | 2837 |
|               | 2013 | 2015 | 2016 | 2017 | 2018 | 2019 | 2020 | 2021 | 2022 |